# Hans Blichfeldt
Hans Frederick Blichfeldt (Illar, Dinamarca, 9 de janeiro de 1873 — Palo Alto, 16 de novembro de 1945) foi um matemático dinamarquês radicado nos Estados Unidos.
Trabalhou com teoria de grupos e geometria dos números. Introduziu o princípio de Blichfeldt e o majorante sobre a densidade do empacotamento de esferas.